# مالقة
مَالَقَة (بالإسبانية: Málaga) هي مدينة إسبانية قديمة، بناها الفينيقيون قبل حوالي (2770) عاماً، تقع جنوب إسبانيا، وهي عاصمة مقاطعة مالقة في إقليم الأندلس. تطل على البحر الأبيض المتوسط، وتقع وسط منطقة كوستا دل سول وهي أهم ميناء إسباني بعد برشلونة. تحيط بها الجبال، ويوجد حولها نهري غوادالمدينا وغواداهورس، مناخها اللطيف المعتدل يجذب إليها السواح كثيرًا. ولد في هذه المدينة الرسام الإسباني بابلو بيكاسو، والعالم المسلم النباتي الصيدلاني ابن البيطار. اشتهرت مالاغا باسم مالَقة أيام الحكم الإسلامي لإسبانيا، ولكن الاسم «مالَقة» مأخوذ من الاسم الفينيقي مالاكا أو ملكة.

## الجغرافيا

### الموقع
تقع مدينة مالقة في جنوب شرق الأندلس على ساحل البحر الأبيض المتوسط. تبعد حوالي 100 كم شرق مضيق جبل طارق وحوالي 130 كم عن بلدة طريفة (التي تقع في أقصى الجنوب الأوروبي)، وتبعد مالقة أيضاً حوالي 130 كم أيضاً عن قارة إفريقيا حيث تقع على نفس خط العرض تقريباً مع مدينة الجزائر، ومدينة تونس، وحلب في سوريا، والموصل العراقية، وطهران الإيرانية، وكوندوس الأفغانية وكاليفورنيا في الولايات المتحدة الأميركية.هنا الموقع بحسب خرائط قوقل

### المناخ
تتمتع مالقة بمناخ متوسطي-شبه استوائي حيث تحظى بشتاء شديد الرطوبة وصيف ساخن، وغالباً ما تكون أجواء المدينة مشمسة حيث تحظى بأكثر من 300 يوم مشمس مقابل حوالي 50 يوم ممطر سنوياً، وبحكم موقعها الساحلي تتلقى مالقة رياح البحر المتوسط مما يساهم بتلطيف حرارة الطقس صيفاً.

## التاريخ
أسست مدينة مالقة في عام 1000 ق.م على يد الفينيقيين الذين أسموها مالاكة. هذا الاسم مشتق في الغالب من كلمة ملح بالفينيقية وكذلك توجد في بعض اللغات السامية كالعبرية والعربية حيث كانت الأسماك تملح تلقائيا على موائنها. استوطنها التجار الفينيقيون ووصفوها بأنها ضوء الليل وذلك لانعكاس ضوء القمر على شاطئها المطل على البحر الأبيض المتوسط. بنى الفينيقون في أثناء وجودهم في مالقة قلعة.
في القرن السابع قبل الميلاد قام اليونانيون بتأسيس مستعمرة مايناكي قرب مالقة الفينيقية بدعوى من ملك مملكة تارتيسوس أرغانثينوس مما أثر سلباً على مالقة. غزا القرطاجيون المنطقة وقاموا بتدمير مايناكي واحتلوا مالقة في القرن السادس ق.م. بعد 70 عاماً من الهيمنة اليونانية ودامت السيطرة القرطاجية على المدينة حتى عام 218 ق.م. عندما دخل الرومان إليها.
كان الاحتلال الروماني بداية تاريخ مهم بالنسبة لمالقة، فقد قام الرومان بخلق يسار اقتصادي وثقافي فيها، بالإضافة إلى إنشاء الميناء وبناء مسرح روماني يعتبر الأقدم في إسبانيا. في عهد الإمبراطور الروماني تيتوس (79 - 81 م) أصبحت مالقة المدينة الحليفة لروما في المنطقة الأمر الذي رفع من مكانتها لدى الإمبراطورية.
عندما بدأت الإمبراطورية الرومانية بالانهيار مع مطلع القرن الخامس للميلاد، كانت سواحل أندلوسيا بما فيها مالقة تقسم بين القبائل القوطية الصغيرة بانتظام. في النهاية دخل القوط إلى وسط مدينة ملقا عام 623 م، حيث غادرتها آخر القوات الرومانية.
في القرن الثامن الميلادي كان فتح مالقة من أيسر وأسهل الفتوح الإسلامية حيث فتحت فيما يبدو مرتين الفتح الأول في زمن طارق بن زياد وكان فتحا هامشياً قصياً ما لبث فيه أهل المدينة أن استعادوا مدينتهم والفتح الآخر كان فتحاً حقيقياً أكد الفتح الأول والراجح أنه تم في عام 94- 95هـ.
وقد قامت مدينة مالقة بدورٍ تاريخي كبير في البناء السياسي والاقتصادي لدولة الإسلام في الأندلس على عصر الطوائف والمرابطين وبلغت قمة المجد والازدهار الحضاري في عصر الموحدين وأكثر منه في عصر النصريين وتم إخضاع مالقة إلى حكم المرابطين عام (483هـ) بعد معركة الزلاقة وفي عام (547هـ) سلم اللوشى المدينة للموحدين.

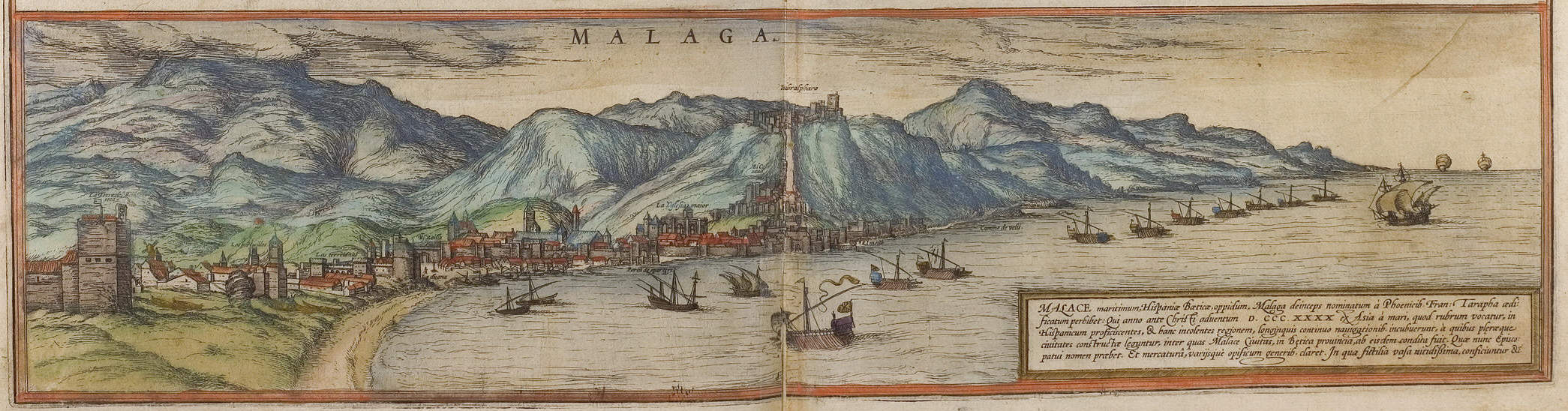
مالقة عام 1572

وفي عام (625هـ) وبعد ضعف الموحدين ضم محمد بن يوسف بن هود مالقة إلى مملكته، وظل حاكمها حتى توفى. تمت محاولات مسيحية للسيطرة على مالقة عامى (887هـ)، (888هـ) ولكنها فشلت بفضل استبسال الزغل -الذي تولى الحكم فيها بدلاً من أخيه-، وعادت المحاولات من قشتالة ولكنها استطاعت السيطرة على مالقة بعد حصار طويل وذلك في (892هـ)،، وقد أدى دخول الإسبان إلى المدينة إلى وقوع مجزرة تفوق بدمويتها مجزرة سربرنتشا التي حصلت قبل 10 أعوام.
بعد سقوط المدينة، نشأت مقاومة داخلية في المدينة تزعمها البطل القائد أحمد الثغري الذي قتل ودفن في كهف بقرمونة (بأشبيلية).

## التقسيمات الإدارية
تنقسم مالقة إلى 11 منطقة إدارية هي:
| Nº | المنطقة            | Nº | المنطقة              | الموقع |
| -- | ------------------ | -- | -------------------- | ------ |
| 1  | سانترو             | 7  | كاريتيريا دي كاديز   |        |
| 2  | إيست               | 8  | شيريانا              |        |
| 3  | سوييداد غاردن      | 9  | كامبانيليس           |        |
| 4  | بايلين-ميرافلوريس  | 10 | بويرتو دي لا توري    |        |
| 5  | بالما-بالميلا      | 11 | تيتينوس-يونيفيرسيداد |        |
| 6  | كروز دي هوميلاديرو |    |                      |        |

## الاقتصاد

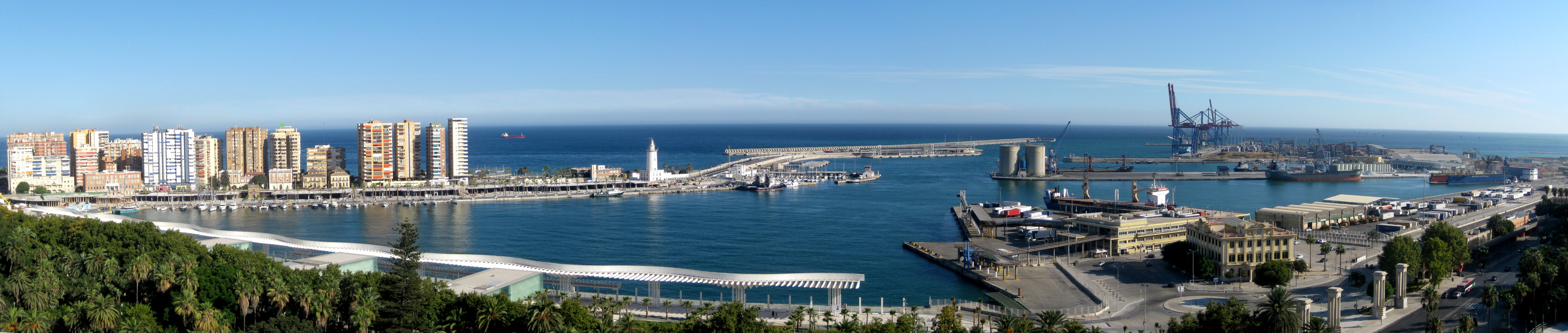
ميناء مالقا

تحتل مالقة المرتبة الرابعة بين المدن الإسبانية على صعيد النشاط الاقتصادي حيث تسبقها فقط مدن مدريد، برشلونة وفالنسيا.
على الصعيد المصرفي تحتوي مالقة على مقر أكبر مصرف في منطقة الأندلس وهو الأونيكايا، كما يتواجد في المدينة العديد من فروع الشركات العالمية المتعددة الجنسيات كفوجيتسو، بيرنو ريكارد، أوراكل، إيبكوس، أكانتور، هواوي وسان ميغيل.
| القطاع الصناعي       | عدد الشركات |
| الطاقة والمياه       | 24          |
| الكيمائيات والتعدين  | 231         |
| الصناعات الميكانيكية | 833         |
| التصنيع              | 1,485       |
| المجموع              | 2,573       |
| مؤشر الحركة الصناعية | 771         |
| شركات البناء         | 3,143       |

## المعالم

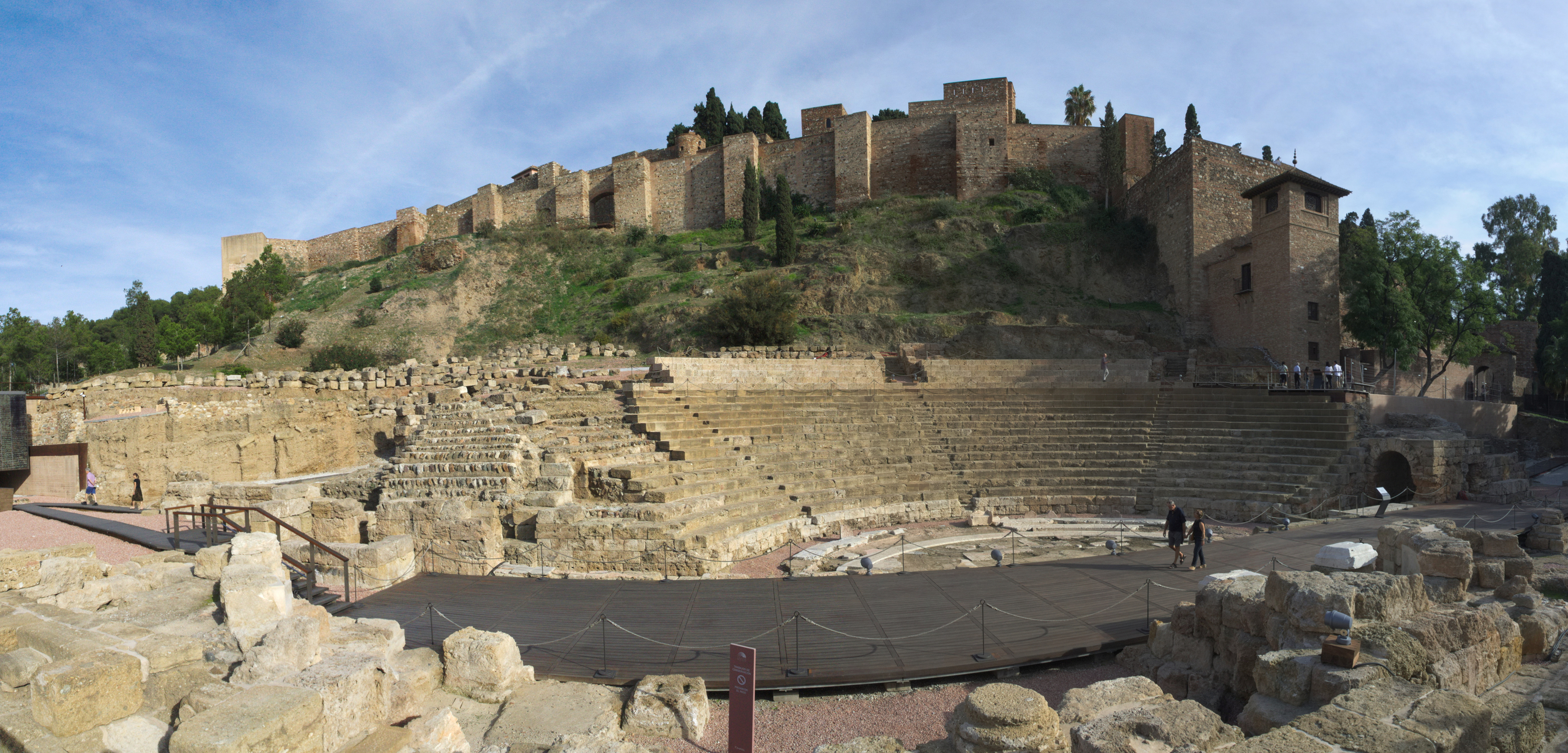
المسرح الروماني- مالقة

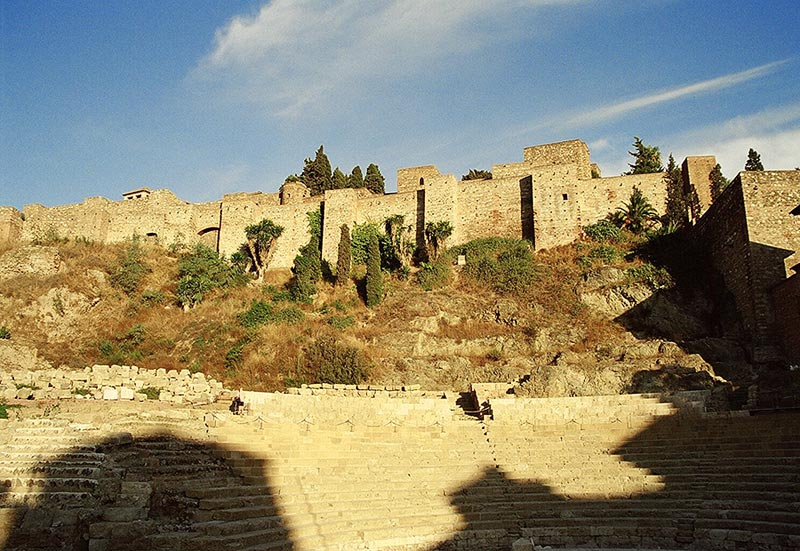
قلعة مالقة

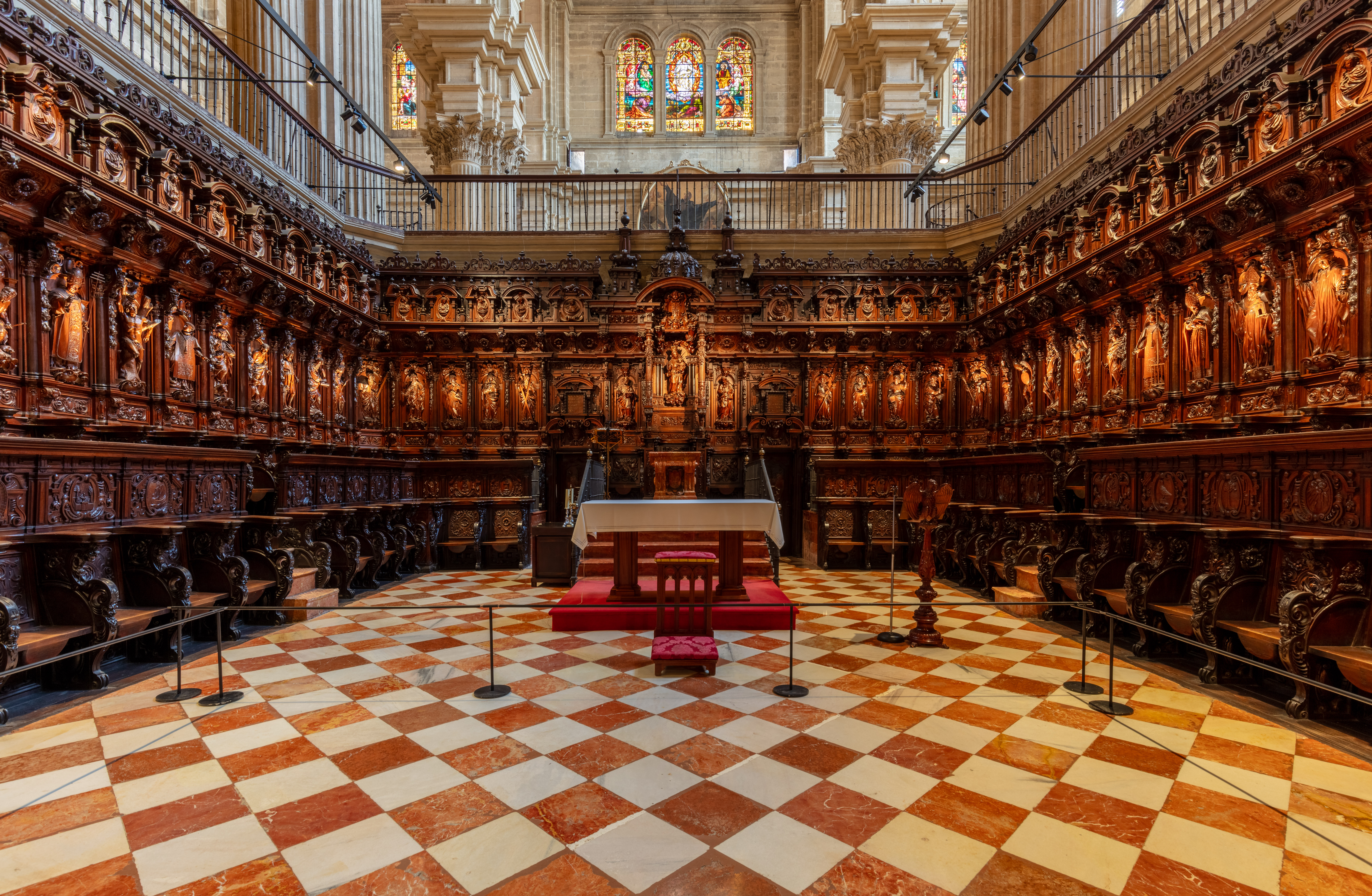
كاتدرائية مالقة

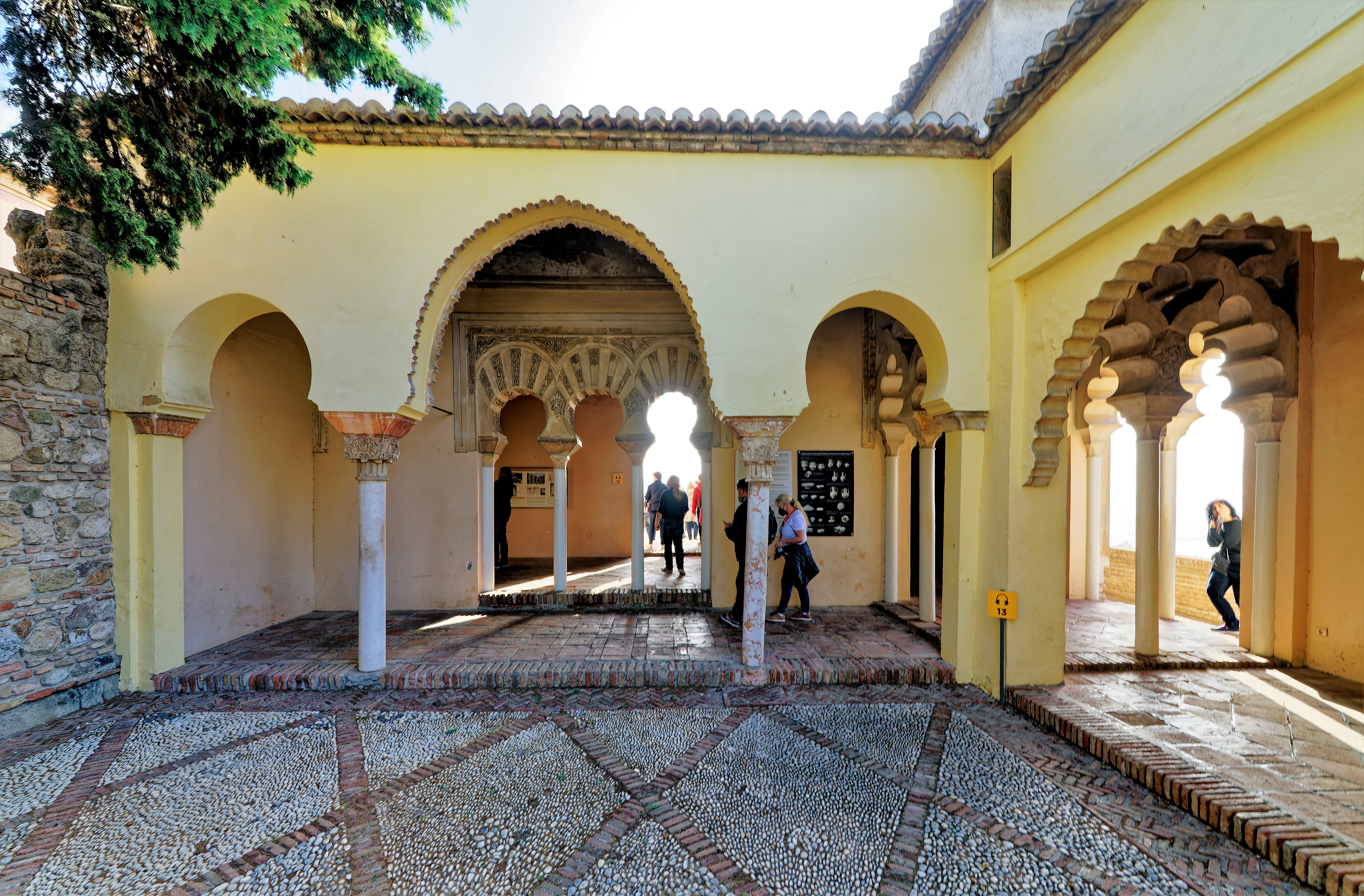
القلعة الموريستيكية بمالقة

- المسرح الروماني
- كاتدرائية مالقة
- قلعة مالقة
- القلعة الموريستيكية بمالقة

### الديانات
معظم سكان مالقة ينتمون إلى الكنيسة الرومانية الكاثوليكية، كما أنه وبفعل الهجرات الحديثة أصبح هناك تواجد متزايد للإسلام في المدينة وقد تمً مؤخراً بناء جامع جديد في مالقة، وبالإضافة إلى الكاثوليك والإسلام فالمدينة تحظى أيضاً بحضور متنامي للديانة الإنجيلية وببعض التواجد اليهودي.

### الرياضة

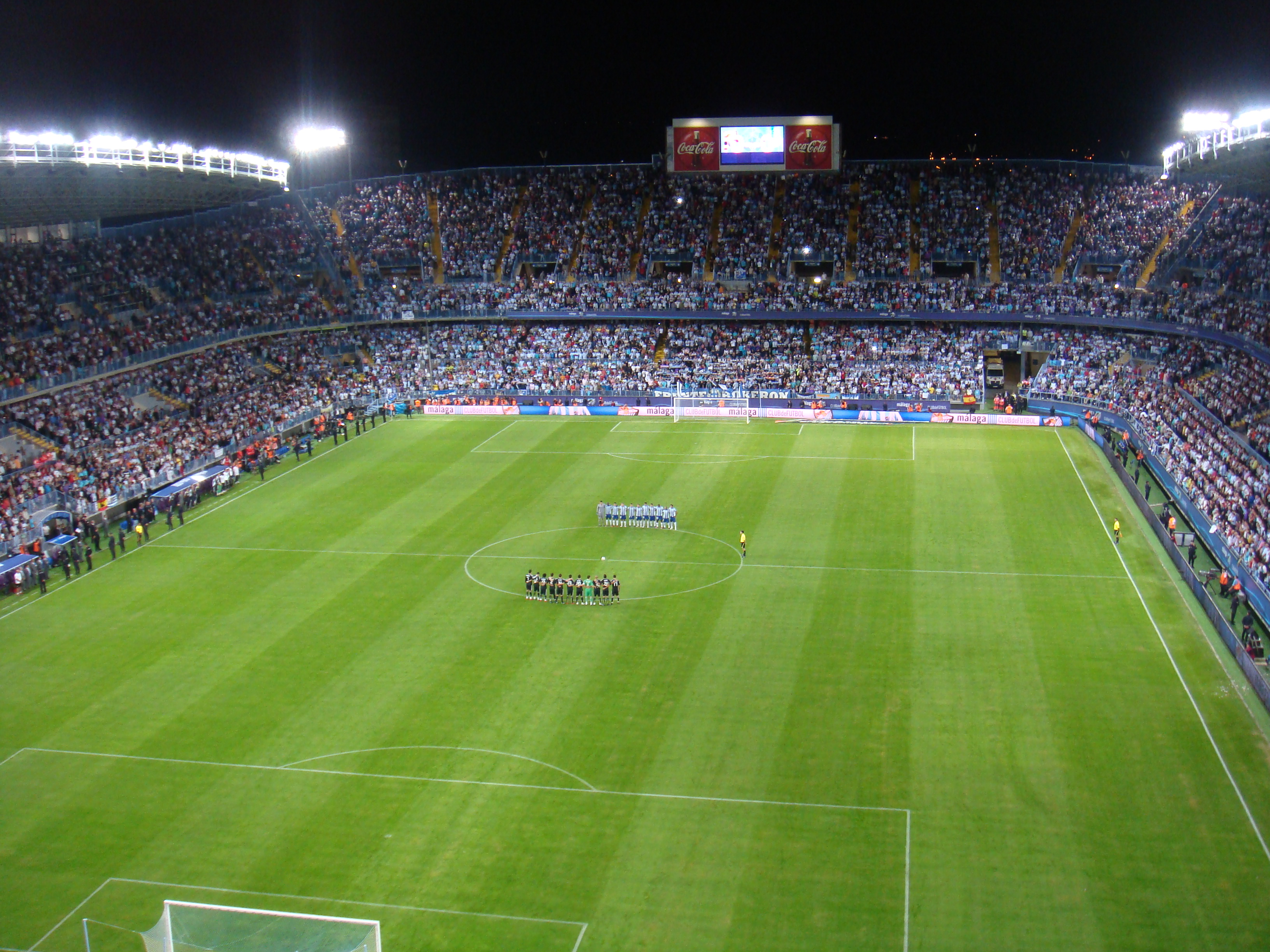
ملعب استاديو لا روزاليدا خلال احدى مباريات مالقة وريال مدريد عام 2010

مالقة هي مقر لثلاثة أندية رياضية مهمة على الصعيد الإسباني وهي:
- نادي مالقة لكرة القدم - يلعب حالياً في دوري الدرجة الأولى الإسباني وأبرز انجازاته: كأس الانترتوتو 2002، ربع نهائي كأس الاتحاد الأوروبي 2003 وربع نهائي دوري أبطال أوروبا 2013.
- نادي مالقا لكرة السلة - يلعب حالياً في دوري الدرجة الأولى الإسباني لكرة السلة وأبرز انجازاته: بطل الدوري الإسباني لعام 2006، وصيف الدوري عامي 1995 و2002، كأس إسبانيا عان 2005، وصيف الكأس 2009، وصيف كأس السوبر الإسبانية عام 2006، اليسار الثالث في اليوروليغ عام 2007.
- نادي اتليتيكو مالقة - فريق كرة قدم نسائي يلعب في دوري الدرجة الأولى الإسباني وأبرز انجازاته هي لقب كأس إسبانيا 1998 وكاس السوبر الإسباني 1999.

كما تحتوي مالقة على أربع مجمعات رياضية كبيرة هي:
- استاديو لا روزاليدا - ملعب كرة قدم يتسع لـ28.963 متفرج، وهو المقر الرسمي لنادي مالقة لكرة القدم حيث يستضيف مباريات الفريق المحلية والأوروبية، وقد سبق له المشاركة في استضافة مباريات كأس العالم 1982 ونهائي الانترتوتو 2002.
- خوسيه ماريا مارتين كاربينا أرينا - مجمع رياضي مغلق يتسع لحوالي 14.000 متفرج وهو مقر نادي مالقة لكرة السلة كما سبق له استضافة نهائي كأس إسبانيا لكرة السلة عامي 2001 و2007، نهائي كأس السوبر عامي 2004 و2006 ومباريات من الجولة الأوروبية لفرق كرة السلة الأميركية عام 2007.
- استاديو دي اتليتيسمو سويداد دي مالقة - مجمع ألعاب قوى مغلق يتسع لـ7500 متفرج وأبرز الدورات التي جرت عليه هي دورة كأس أوروبا لألعاب القوى عام 2006.
- سانترو أكواتيكو دي مالقة - يسار للألعاب المائية يتسع لـ17 ألف متفرج وأبرز الأحداث التي استضافها هي بطولة أوروبا كرة الماء عام 2008.

كما تنتشر في المدينة وضواحيها العديد من النشاطات الرياضية الأخرى التي يمكن للفرد المشاركة بها كركوب الأمواج، السباحة، الغطس، القفز بالمظلة، الركض، ركوب الدراجات الهوائية، كرة المضرب والغولف.

### السياحة

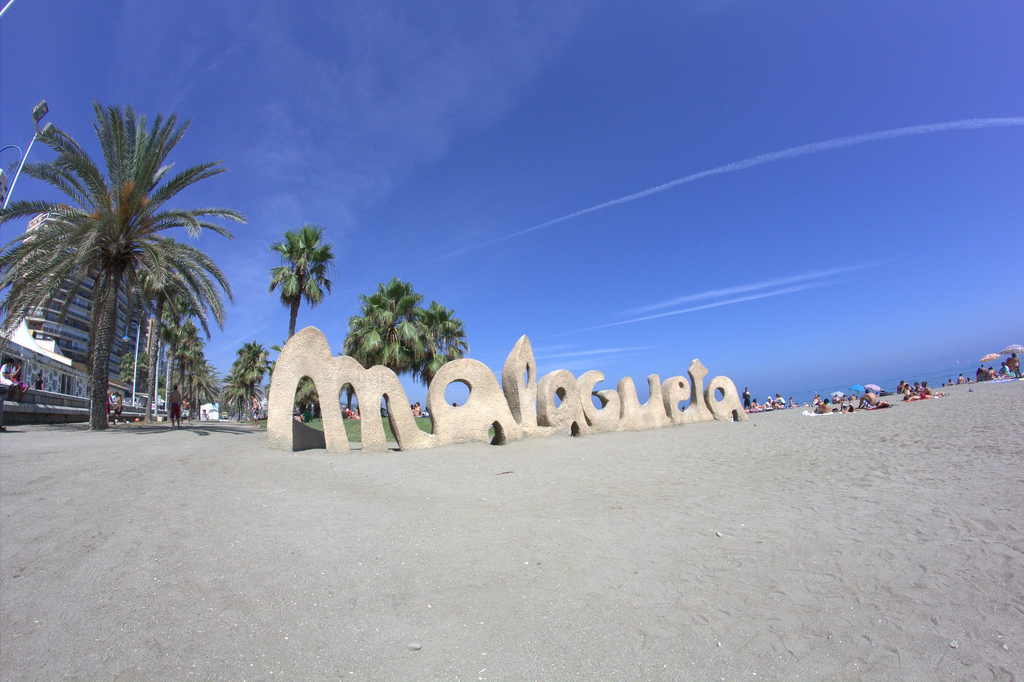
شاطئ المالاغيتا

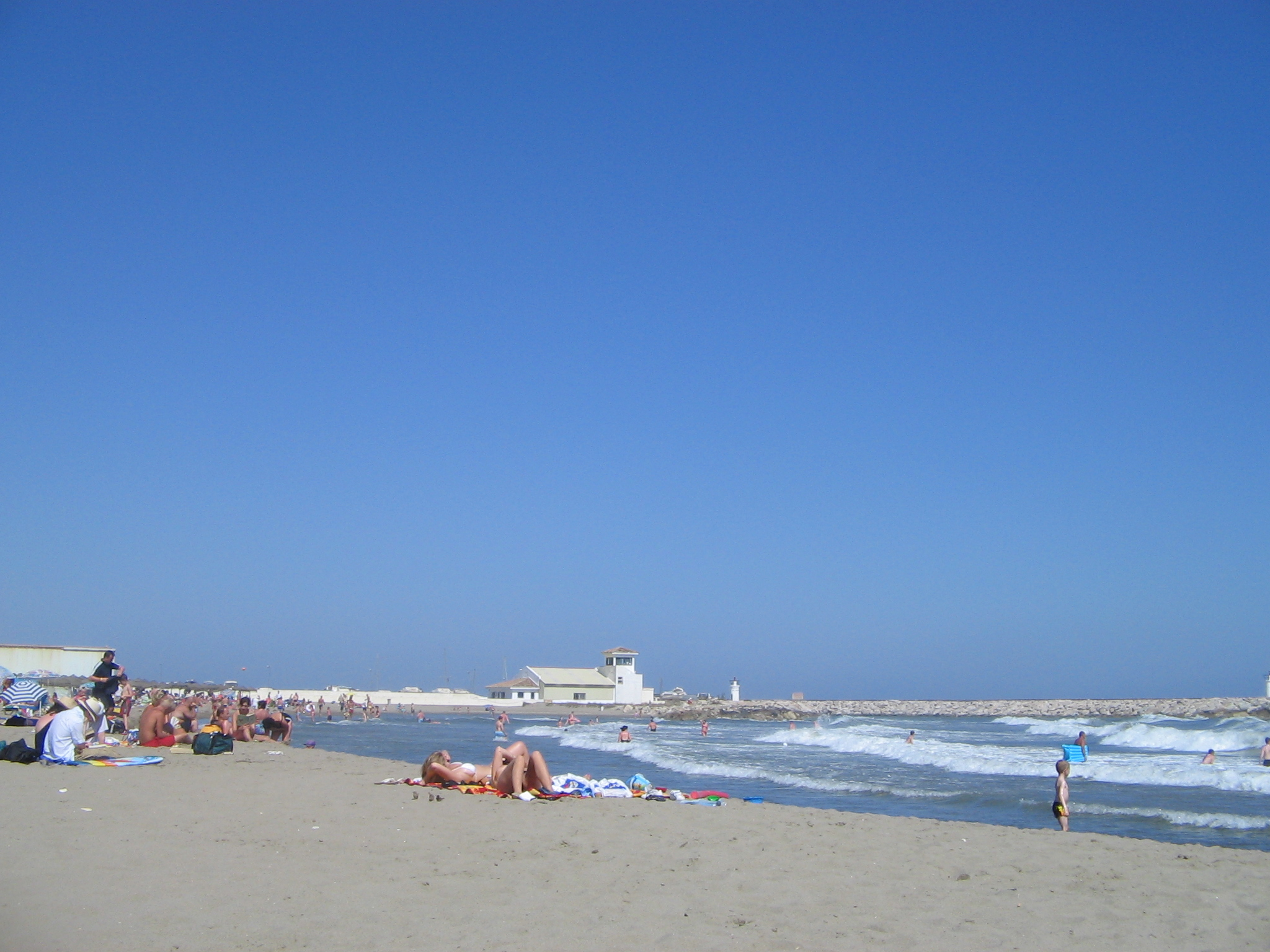
شاطئ كابوبينو، كوستا ديل سول، مالقة إسبانيا

### أحداث أخرى
تقام في مالقة العديد من الاحتفالات التقليدية أهمها احتفال مايور دي فيردياليس في 28 ديسامبر وهو نفس توقيت عيد الكذب في إسبانيا، كما يقام في فبراير من كل عام احتفال الفييستا دي كرنفال الذي يتنكر الناس خلاله بأزياء تقليدية ويجري خلاله رقص الفلامنغو وعرض لمواكب سيارة، كما تنتشر الأكشاك التي تبيع الفخاريات والتحف التقليدية.

## معرض صور

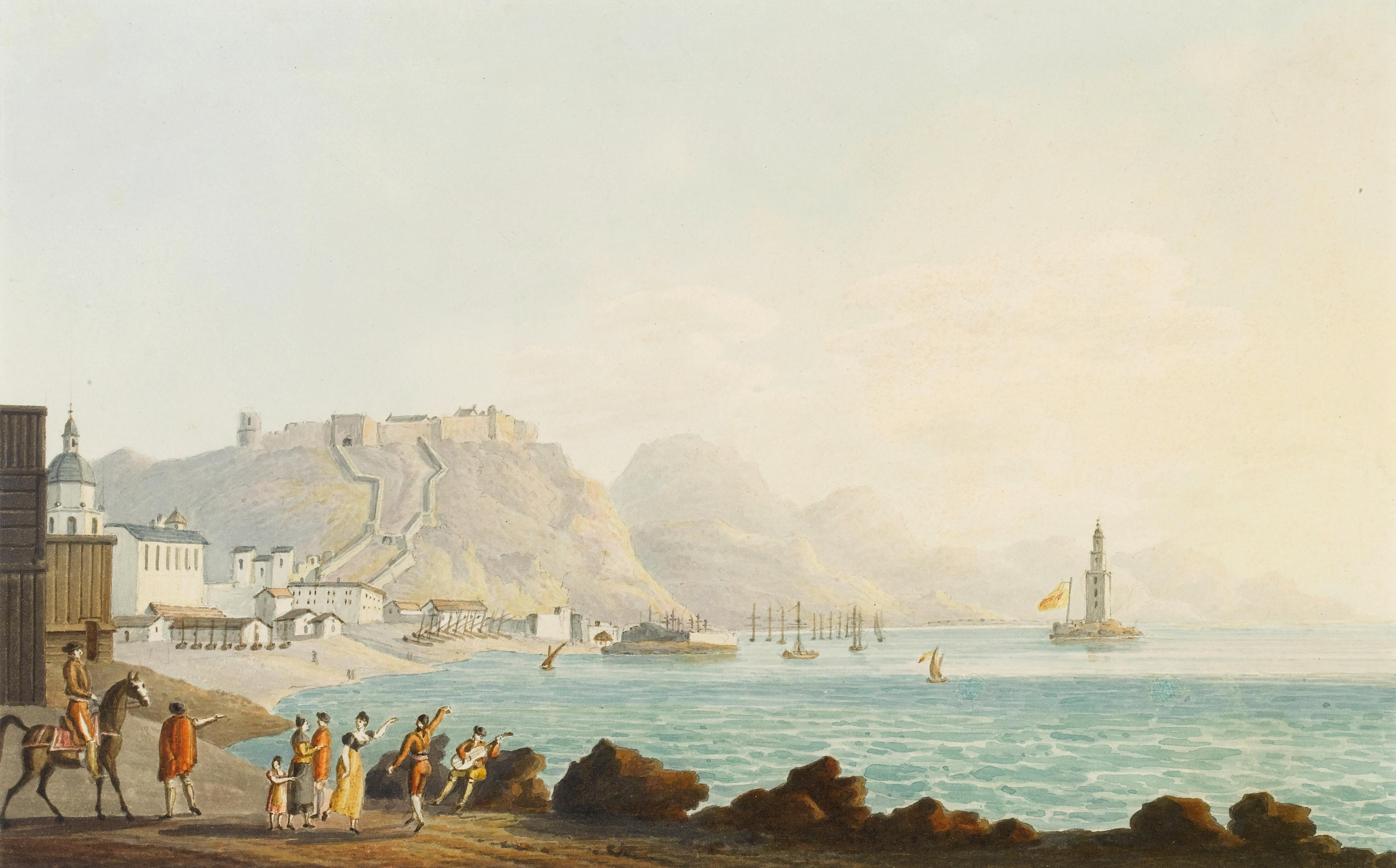
مالقة، الخليج والقلعة، لوحة للرسام توماس ستونتون
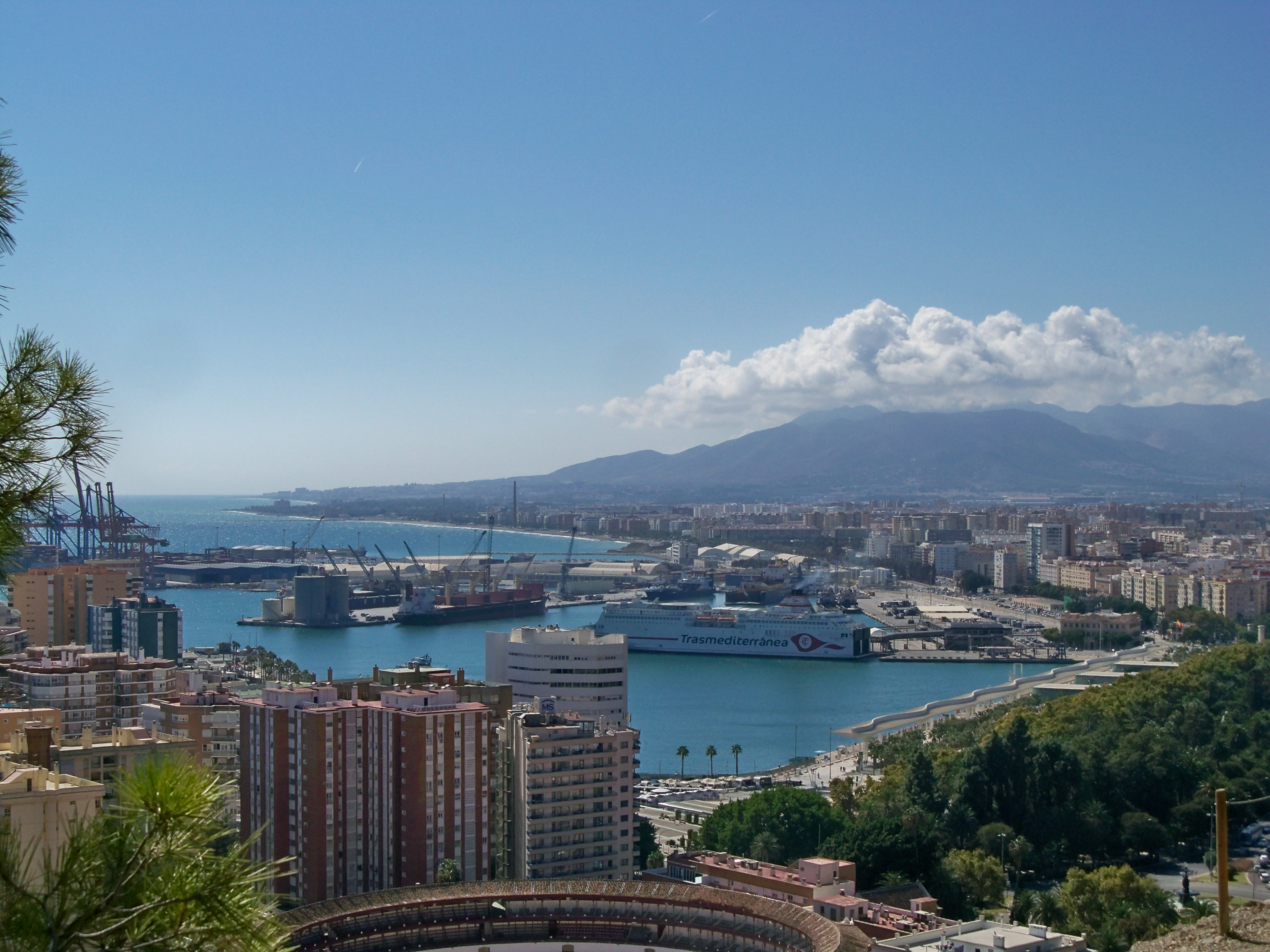
ميناء مالقة
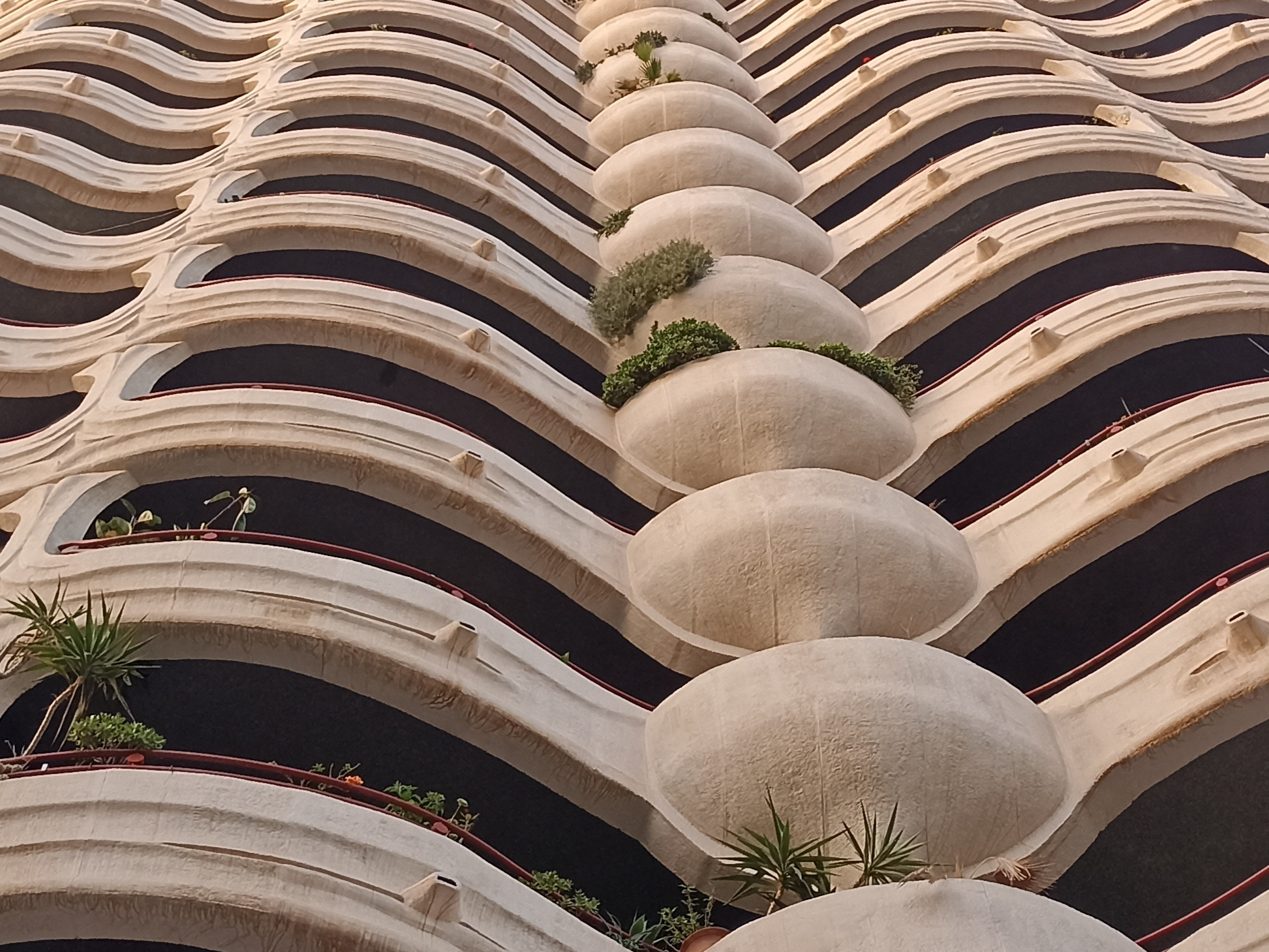
عمارة أنتوني غودي
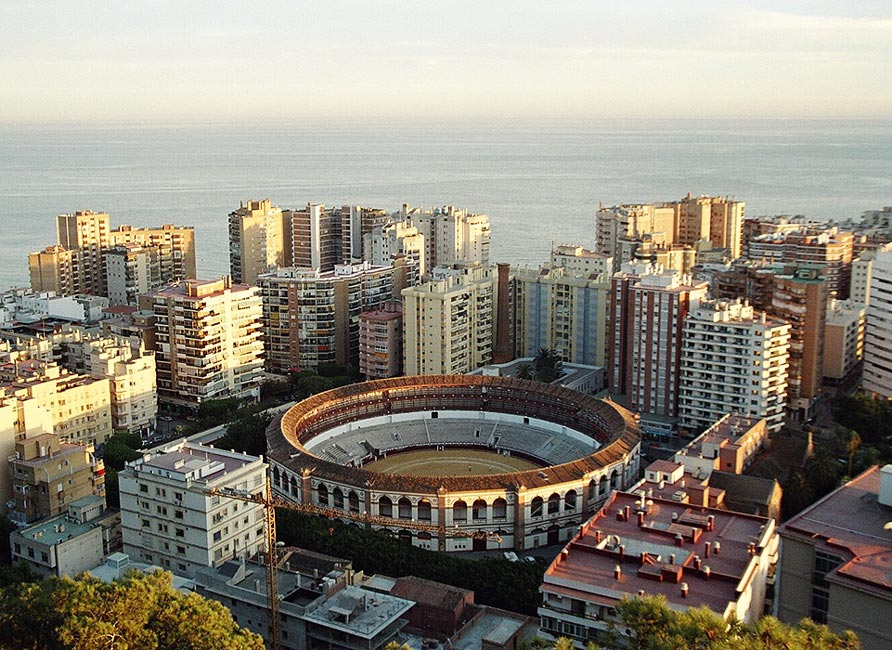
حلبة ملعب مالقة
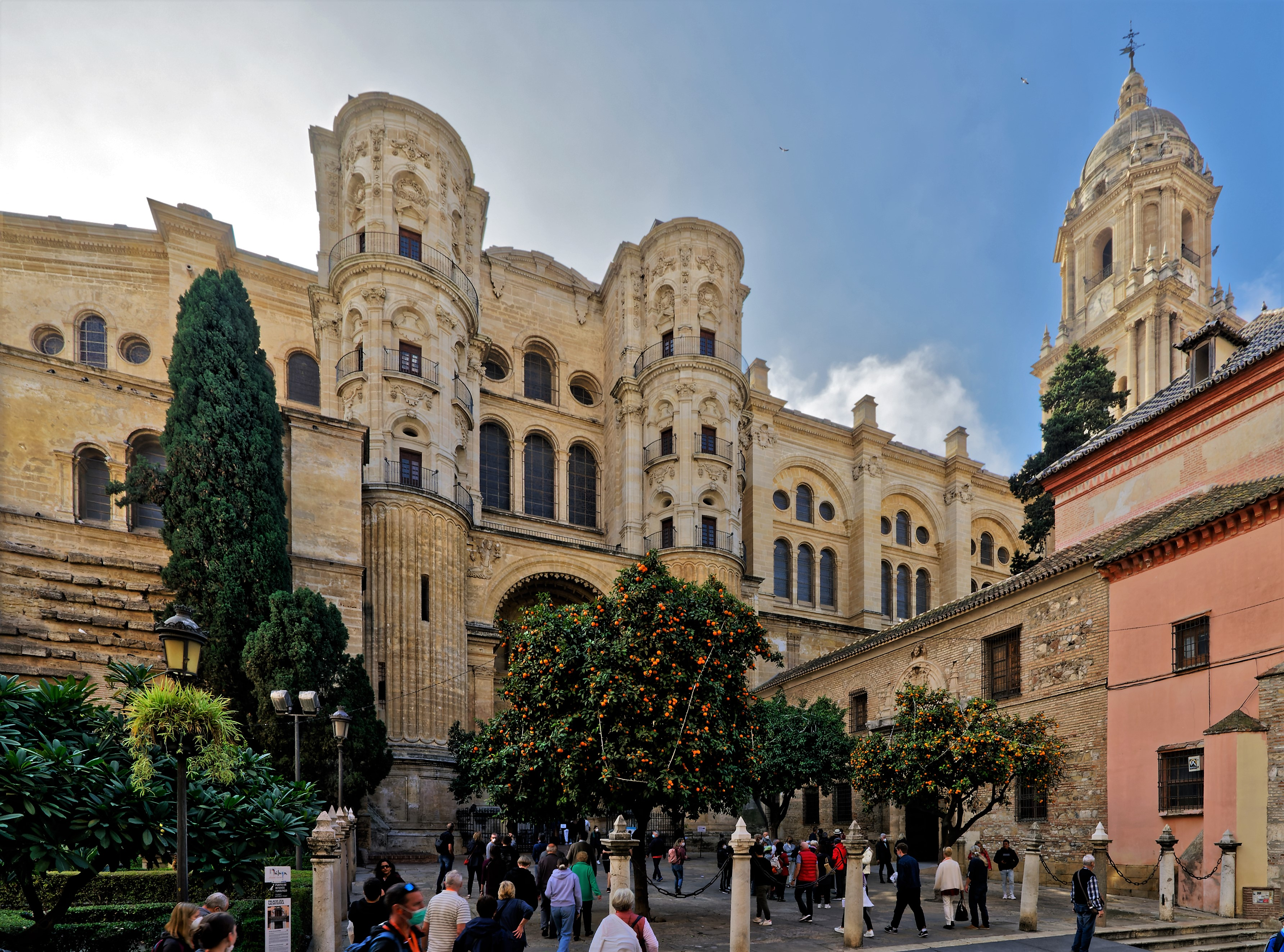
كاتدرائية مالقة، وقد استغرق بناؤها 254 عامًا.